# ستاوه (استان اشوی‌داشکسیه)
ستاوه (به لهستانی: Stawy) یک منطقهٔ مسکونی در لهستان است که در گمینا ایمیلنو واقع شده‌است.